# Campus do Benfica

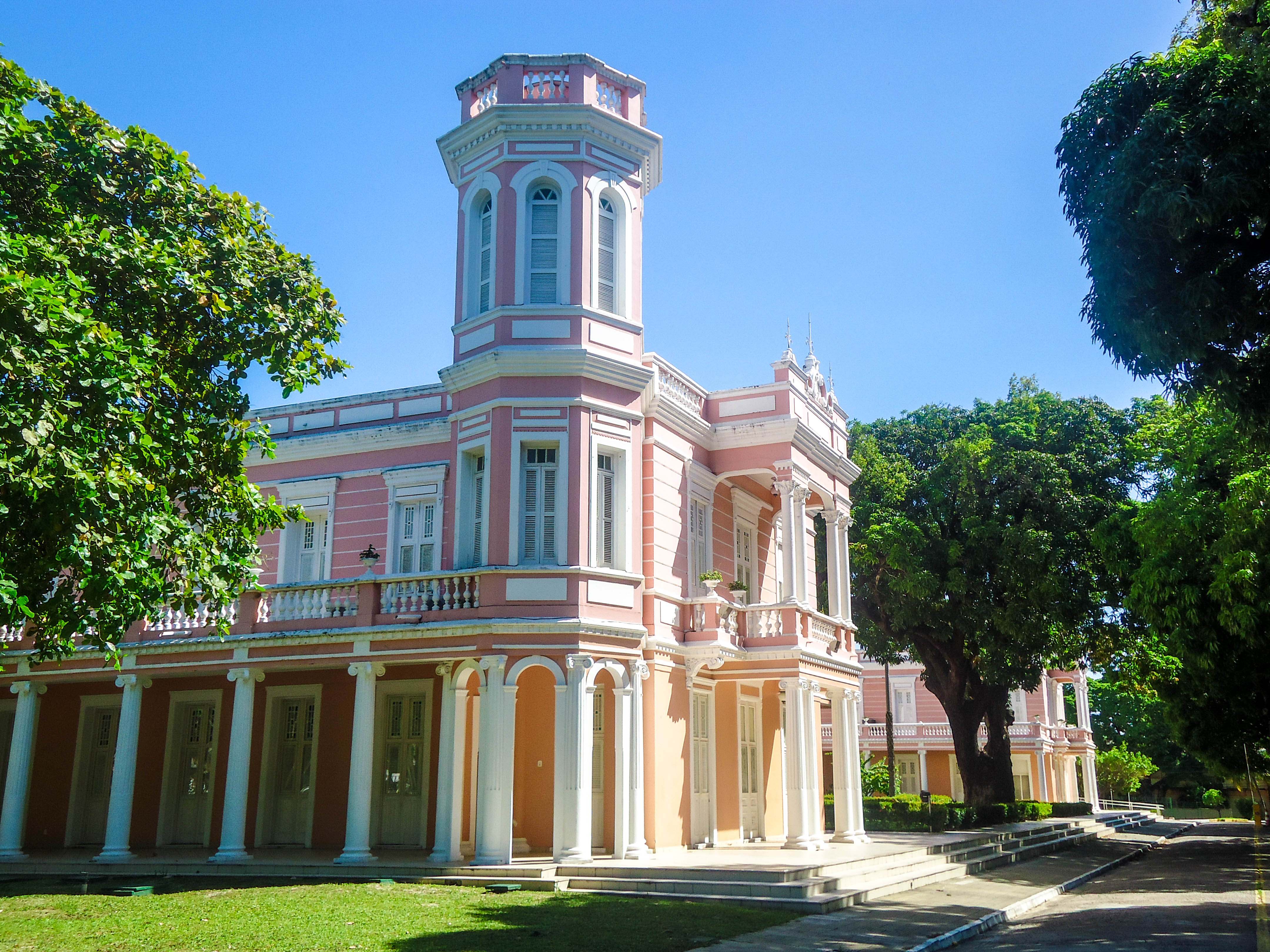
Reitoria da Universidade Federal do Ceará

O Campus do Benfica da Universidade Federal do Ceará é o conjunto de faculdades e equipamentos universitários localizados no bairro Benfica em Fortaleza.
Em seus 13 hectares de área total, o Campus do Benfica abriga:
- A Reitoria da UFC
- As Pró-Reitorias de Planejamento, Administração e Assuntos Estudantis da UFC
- O Departamento de Arquitetura e Urbanismo (DAU)
- O Centro de Humanidades (CH)
- A Faculdade de Direito
- A Faculdade de Educação (FACED)
- A Faculdade Economia, Administração, Atuária e Contabilidade (FEAAC)
- Seis Bibliotecas
- A Concha Acústica
- A Casa Amarela Eusélio Oliveira
- A Imprensa Universitária
- O Museu de Arte
- O Teatro Universitário
- A Rádio Universitária FM
- A Sede do Diretório Central dos Estudantes da UFC